# 梅塞施密特Bf 108

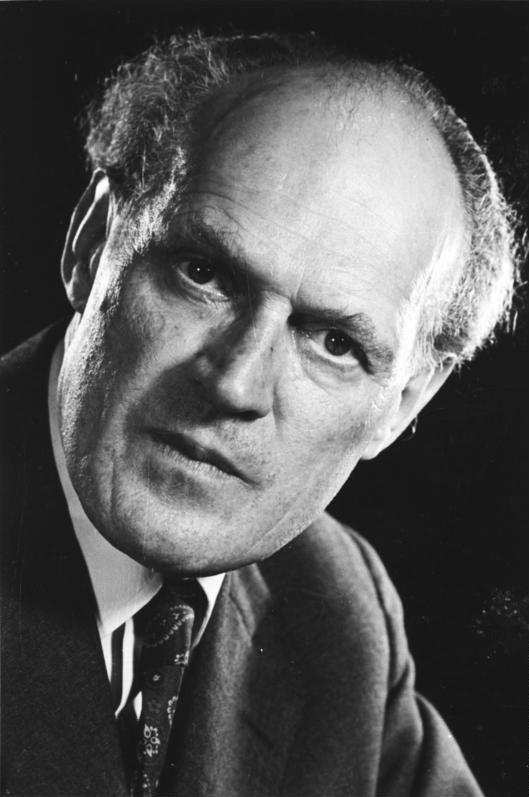
威利·梅塞施密特

梅塞施密特Bf 108“颱風”（德语：Messerschmitt Bf 108 Taifun）是威利·梅塞施密特任職巴伐利亞飛製造廠(即是後來的梅塞施密特)所設計的一種四座位飛機，前方是典型的雙座位教練機設計而後座還能坐兩名乘客，故除了作為教練機還能作為客機等多種用途，Bf 108可說是後來Bf 109戰鬥機的前身。

## 研發簡史和設計特點
Bf 108的故事始於1933年(當時叫M37)，Bf 108是一架全鋁合金製單翼飛機，機翼下有可向外收起的起落架，主翼是梯形而在其後端為副翼和襟翼，襟翼可由飛行員控制由0度至48度向下，這樣可依實際飛行情況提供額外昇力，主翼前緣為自動式縫翼，為時速63英里至69英里時會自動伸出去提升低速時的穩定性和當接近失速時提供預警，這種自動縫翼令Bf 108是一種穩定和容易控制的飛機，這些特點都繼續用於後來的Bf 109戰鬥機當中

## 使用
Bf 108在第二次世界大戰當中作為納粹德國空軍的教練機去培訓飛行員，即使在二戰後仍由法國生產去作為民用小型飛機，而且其品質和二戰後出現的民用小型飛機相比仍不落伍，在二戰後才拍攝的電影「633轟炸大隊」當中甚至以Bf 108去充當Bf 109

## Bf 108在滿洲國
1937年，親日本的滿洲航空株式會社向巴伐利亞公司購買19架Bf 108B，其中有三架是給日本關東軍使用，也有3架是給日本人的南滿洲鐵道株式會社作為行政專機。
這批飛機是作為滿洲國軍和日本關東軍作為運輸、聯絡等用途，1938年11月28日，一架Bf 108B載著兩名日本關東軍軍官飛往海拉爾，途中因為看錯地圖而引致飛機在燃料用盡後迫降，1939年的諾門罕戰役，日軍和滿洲國軍有多架Bf 108B參戰，其中有一架被蘇軍擊落，1940年2月11日，為了慶祝日本皇紀2600年，有一架滿洲國軍的Bf 108B在飛行表演時因為發動機故障而墜毀，1941年6月9日，一架載有日本關東軍軍官的Bf 108B，誤入蘇聯領空，之後被蘇軍戰鬥機擊傷後迫降，人員被蘇軍俘虜，後經過雙方談判後釋放，1945年8月，蘇聯對日本宣戰，當時滿洲國還有多架Bf 108B仍能飛行，之後被蘇軍繳獲。

## 基本資料
- 乘員:4人(1名駕駛+1名學員和另外兩名乘客)
- 機長:8.3米
- 翼展:10.5米
- 機高:2.3米
- 空重:806公斤
- 最重:1,350公斤
- 機翼面積:16平方米
- 最快速度:305公里/小時
- 航程:1,000公里
- 昇限:6,200米
- 發動機:As10C風冷式發動機(270匹馬力)

## 使用國家

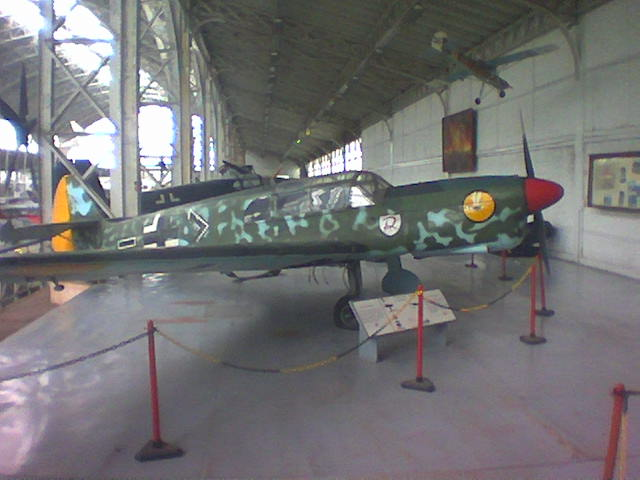
被塗成類似Bf 109的Bf 108

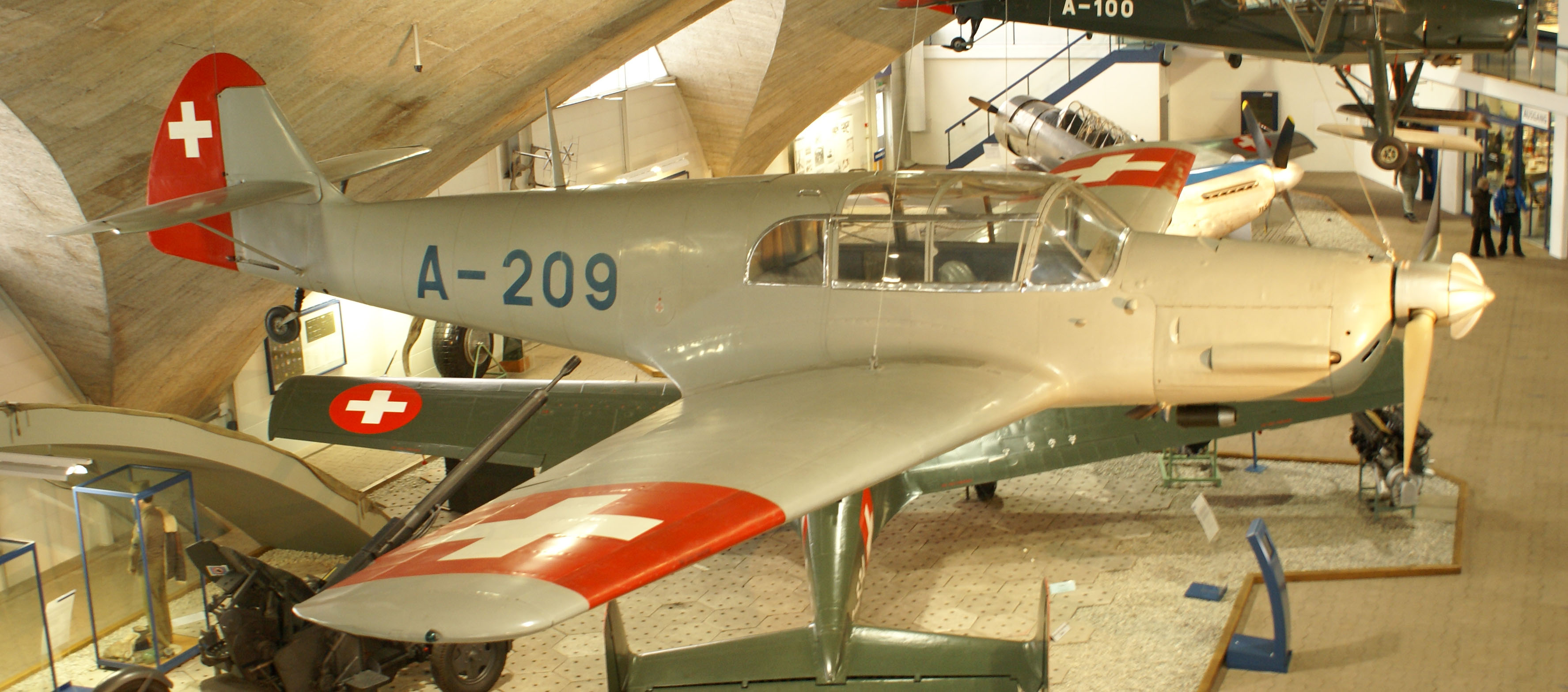
瑞士空軍的Bf 108

- 納粹德國
- 法國
- 巴西
- 保加利亚
- 捷克斯洛伐克
- 匈牙利
- 義大利
- 日本
- 滿洲國
- 挪威
- 波蘭
- 羅馬尼亞
- 西班牙
- 瑞士
- 苏联
- 英国
- 美国
- 南斯拉夫王國

## 外部連結
- 威利.梅塞施密特小传 （页面存档备份，存于）